# Пьюра
Пью́ра (исп. San Miguel de Piura) — город в Перу, административный центр одноимённого региона Пьюра. Город находится в 973 километрах от столицы Перу города Лима, на реке Пьюра.
Промышленный центр на севере Перу. В городе расположены музеи с экспонатами различных культур доколумбовой эпохи.

## История города
В 1785 году в провинции Пьюра (город с окрестностями) проживало 44 497 человек.

## Образование
- Пьюрский национальный университет
- Университет Пьюры
- Университет Сесара Вальехо

## Города-побратимы
- Баия-Бланка (Аргентина)
- Трухильо (Испания)
- Милан (Италия)
- Эмпальме (Мексика)
- Солт-Лейк-Сити (США)
- Монтевидео (Уругвай)
- Лоха (Эквадор)